# Ceratacis flavipes
Ceratacis flavipes är en stekelart som beskrevs av Thomson 1859. Ceratacis flavipes ingår i släktet Ceratacis och familjen gallmyggesteklar. Arten är reproducerande i Sverige. Inga underarter finns listade i Catalogue of Life.